# Kreuzburger Hütte

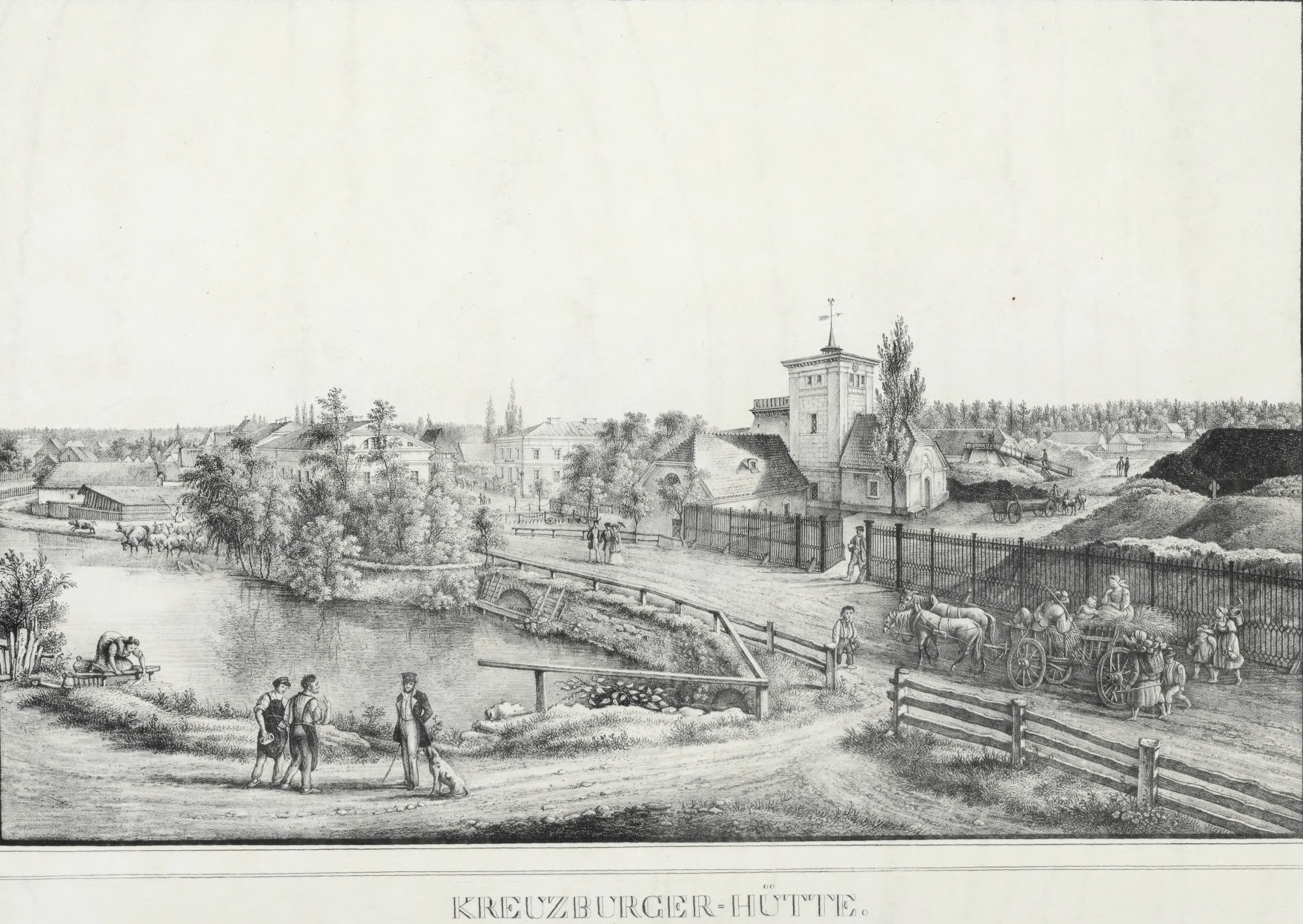
Lithographie (ca. 1840–1855)

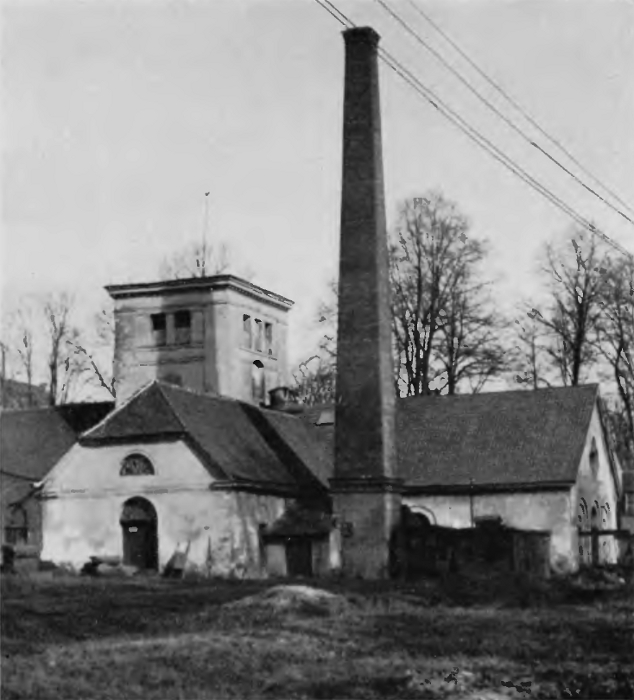
Um 1930

Die Kreuzburger Hütte (auch in der Schreibweise Kreuzburgerhütte bekannt) war ein Eisenhüttenwerk in Friedrichsthal in Oberschlesien. Es wurde als ein staatliches preußisches Werk gegründet. Obwohl es nicht auf dem Gebiet der Stadt erbaut wurde, wurde es nach dem einige Kilometer entfernten Kreuzburg benannt.

## Geschichte
Die Kreuzburger Hütte wurde im Auftrag von König Friedrich dem Großen am Budkowitzer Bach erbaut und auch nach seiner Bestimmung so benannt. Sie sollte die schlesischen Festungen mit Munition versorgen. Baubeginn der Eisenhütte war Oktober 1754. 1755 war sie bereits in Betrieb. Zum Werk gehörten damals ein Hochofen und ein Gießereiraum. Das Werk wurde durch Wasserkraft betrieben. Es zählt zu den frühesten Werken zu Beginn der Industrialisierung Oberschlesiens. Neben dem Hüttenwerk entstand die Arbeitersiedlung Friedrichsthal, auch eine Ortschaft mit dem Namen Kreuzburgerhütte entstand. Mittlerweile sind beide Orte vereinigt. Ältere Schreibweisen waren Creutzburgerhütte bzw. Creuzburgerhütte. Anfangs wurden Kanonenkugeln und Munition für die preußische Armee und später Roh-, Guss- und Schmiedeeisen hergestellt. Grundlage war das vorhandene Eisenerz in Form von Raseneisenstein. 
Der für die Verhüttung erforderliche große Bedarf an Holzkohle führte ab etwa 1772 im Zuge der Friderizianischen Kolonisation zur Gründung vieler Holzfällerdörfer in der Umgebung, wie Zedlitz oder Podewils. 1780 wurde das Hüttenwerk an das am 3. Dezember 1769 gegründete Königliche Oberbergamt in Breslau abgetreten. 1851 bestand die Kreuzburger Hütte aus einem Holzkohlenhochofen, neun Frischfeuern und zwei Zainhämmern. 1865 gehörten zur Hüttenanlage (zusammen als Kombinierte Kreuzburg-Bodländer Eisenhüttenwerke bezeichnet) das Hauptwerk Kreuzburger Hütte mit dem Frischfeuer Karlshütte (Carlshütte), die Paulshütte, das Reilswerk, die Wilhelmshütte, die Emilienhütte, die Vosshütte und der Friedrichshammer. Anfang 1870 trat der preußische Staat das Werk an private Unternehmer ab.
Das älteste heute noch erhaltene Gebäude der Hütte ist ein 1802 erbautes Lagergebäude des Hammerwerks. In Teilen des Hüttenwerks wurde auch eine Regionale Museumsstube eingerichtet.